# العلاقات الغيانية الكورية الشمالية
العلاقات الغيانية الكورية الشمالية هي العلاقات الثنائية التي تجمع بين غيانا وكوريا الشمالية.

## مقارنة بين البلدين
هذه مقارنة عامة ومرجعية للدولتين:
| وجه المقارنة                                              | غيانا        | كوريا الشمالية                        |
| --------------------------------------------------------- | ------------ | ------------------------------------- |
| المساحة (كم2)                                             | 214.97 ألف   | 120.54 ألف                            |
| عدد السكان (نسمة)                                         | 777.86 ألف   | 25.49 مليون                           |
| الكثافة السكانية (ن./كم²)                                 | 3.62         | 211.47                                |
| العاصمة                                                   | جورج تاون    | بيونغيانغ                             |
| اللغة الرسمية                                             | لغة إنجليزية | لغة كوريا الشمالية القياسية ‏          |
| العملة                                                    | دولار غياني  | وون كوري شمالي                        |
| الناتج المحلي الإجمالي (بليون دولار)                      | 3.68 مليار   |                                       |
| الناتج المحلي الإجمالي (تعادل القوة الشرائية) بليون دولار | 5.77 مليار   |                                       |
| الناتج المحلي الإجمالي الاسمي للفرد دولار أمريكي          | 4.13 ألف     |                                       |
| الناتج المحلي الإجمالي للفرد دولار أمريكي                 |              |                                       |
| مؤشر التنمية البشرية                                      |              |                                       |
| رمز المكالمات الدولي                                      | +592         | +850                                  |
| رمز الإنترنت                                              | .gy          | .kp                                   |
| المنطقة الزمنية                                           | 00           | ت ع م+08:30، ت ع م+08:30، ت ع م+09:00 |

## مدن متوأمة
في ما يلي قائمة باتفاقيات التوأمة بين مدن غيانية وكورية شمالية:
- ترتبط جورج تاون مع بيونغيانغ باتفاقية توأمة.

## منظمات دولية مشتركة
يشترك البلدان في عضوية مجموعة من المنظمات الدولية، منها:
| علم المنظمة | اسم المنظمة              | تاريخ انضمام غيانا | تاريخ انضمام كوريا الشمالية |
| ----------- | ------------------------ | ------------------ | --------------------------- |
|             | يونسكو                   | 21 مارس 1967       | 18 أكتوبر 1974              |
|             | الاتحاد البريدي العالمي  | ?                  | ?                           |
|             | الأمم المتحدة            | 20 سبتمبر 1966     | 17 سبتمبر 1991              |
|             | الاتحاد الدولي للاتصالات | 8 مارس 1967        | ?                           |

## وصلات خارجية
- موقع وزارة الخارجية الغيانية
- موقع وزارة الخارجية الكورية الشمالية